# 賈詠
賈詠（1464年—1547年），字鳴和，號南塢，河南臨潁縣人，明朝政治人物。弘治年間先後中式解元、進士。官至武英殿大学士，加少保。

## 生平
弘治二年（1489年）己酉科河南鄉試第一名舉人。弘治九年（1496年）丙辰科會試第一百四十三名，殿試二甲第九十四名進士。改庶吉士，授翰林院编修。正德元年（1506年）任经筵讲官，因为得罪權閹刘瑾，贬为兵部主事。
正德五年（1510年），刘瑾伏誅，贾詠复为南京国子监祭酒。嘉靖三年（1524年）八月晋礼部尚书兼文渊阁大学士。嘉靖四年（1525年） 六月加太子太保、武英殿大学士。嘉靖五年（1526年） 七月加少保，建议限制权贵、宦官掠夺民田。嘉靖六年（1527年）八月致仕。嘉靖二十六年卒，享年八十四，谥文靖。

## 著作
著有《南坞集》。

## 家族
曾祖父賈景山，元朝行省参政；祖父賈彬；父賈瑛，遇例冠帶。母曹氏。

## 參看
- 明朝解元列表